# Slant Magazine
Slant Magazine — англоязычный электронный журнал развлекательной тематики, который базируется в Нью-Йорке и публикует обзоры фильмов, театральных постановок, видеоигр и музыкальных релизов, а также интервью с их создателями. Сайт освещает различные кинофестивали, такие как «Нью-Йоркский кинофестиваль».

## История
Сайт был создан в 2001 году. 21 января 2010 года работу Slant Magazine возобновили и дополнили его развлекательным блогом The House Next Door авторами и редакторами которого были кинокритик из The New York Times и New York Press Мэтт Золлер Зейтц (англ. Matt Zoller Seitz) и Кейт Ульрих (англ. Keith Uhlich) из Time Out.
Музыкальная секция журнала была изначально сосредоточена в большей степени на поп-музыке, но со временем появился интерес и к инди-ориентированной музыке, кантри. После начала войны в Ираке, содержание журнала стало более политически ориентированным, на сайте появился политический раздел, но в центре внимания всё же остаются развлечения.

## Slant Magazine в СМИ
О. А. Скотт из New York Times Magazine назвал Slant «хранилищем часто колючего и небеспристрастного анализа поп-культуры». Отзывы Slant были часто источником обсуждения и дискуссий в интернете и в средствах массовой информации. 26 января 2010 года блог The House Next Door был включён Village Voice в «18 навязчивых и сварливых блогов "без тормозов"».
Интернет-сообщество KillerStartups.com, в котором обозревают веб-сайты для исполнителей и инвесторов, назвали Slant одним из самых влиятельных источников новостей в интернете, комментариев, мнений и споров в мире инди, поп-музыки и мейнстрима развлечений.
21 января 2010, журнал MovieMaker назвал блог The House Next Door, принадлежащий Slant Magazine одним из 50 лучших блогов.

## Система рейтингов
Slant Magazine использует две разных системы рейтинга:
- Традиционная система четырёх звёзд для фильмов и телевизионных программ.
- Альбомы, DVD и видеоигры оцениваются по системе с пятью звёздами.